# Café racer

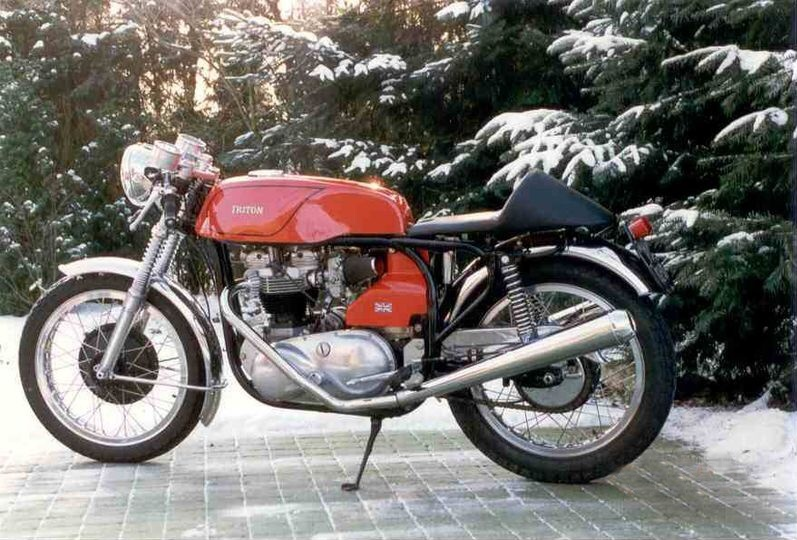
Triton: Silnik Triumph i rama Norton Featherbed

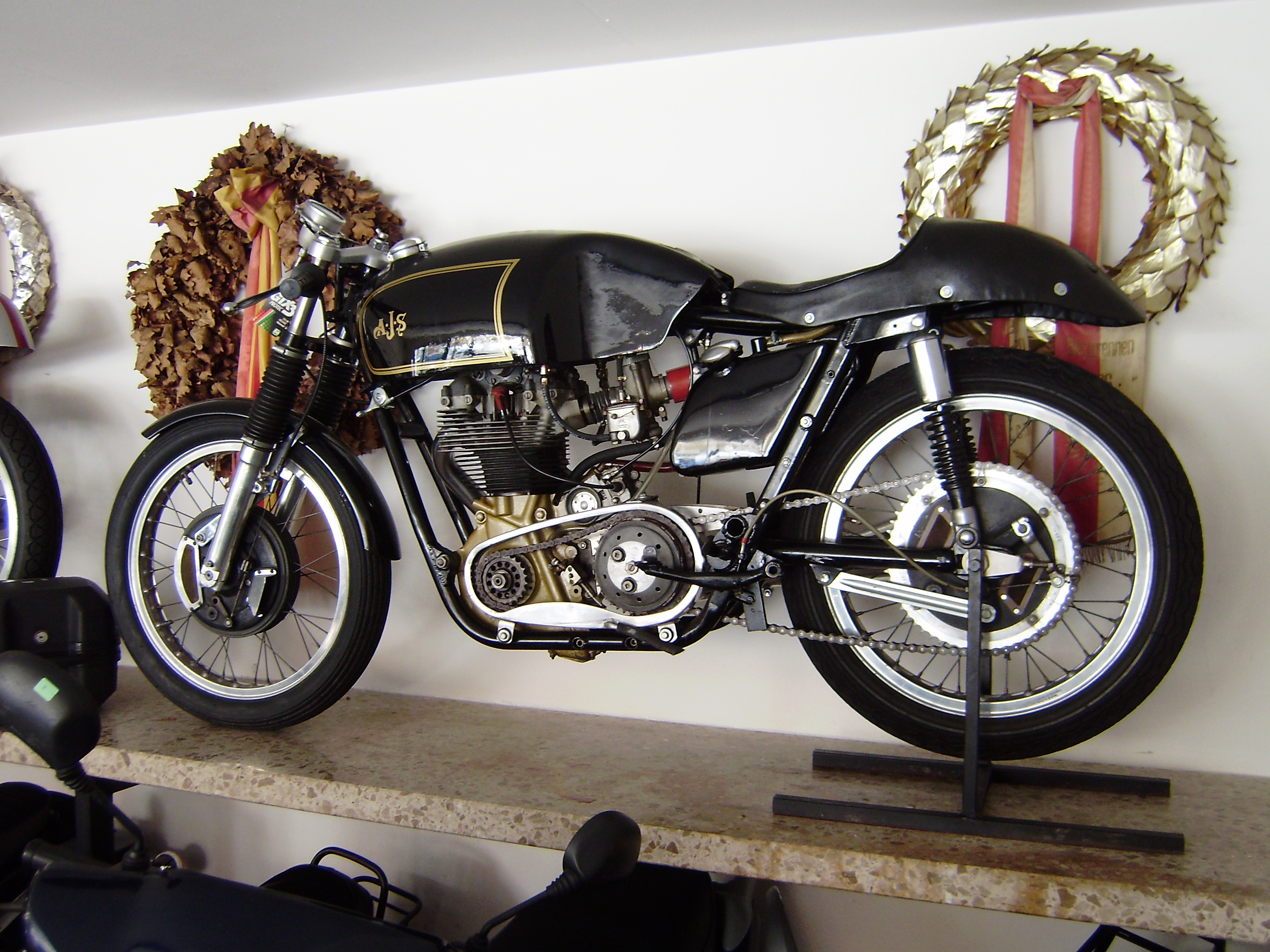
Wyścigowy AJS R7 z 1962 w Gruber Museum w Weiler im Allgäu, Bawaria, Niemcy

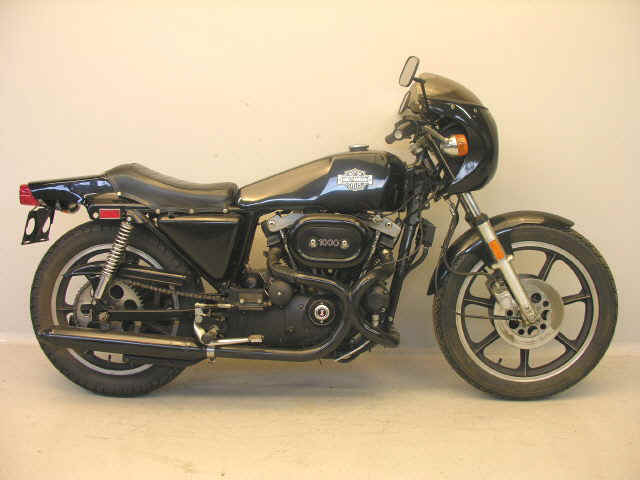
Harley-Davidson XLCR 1977

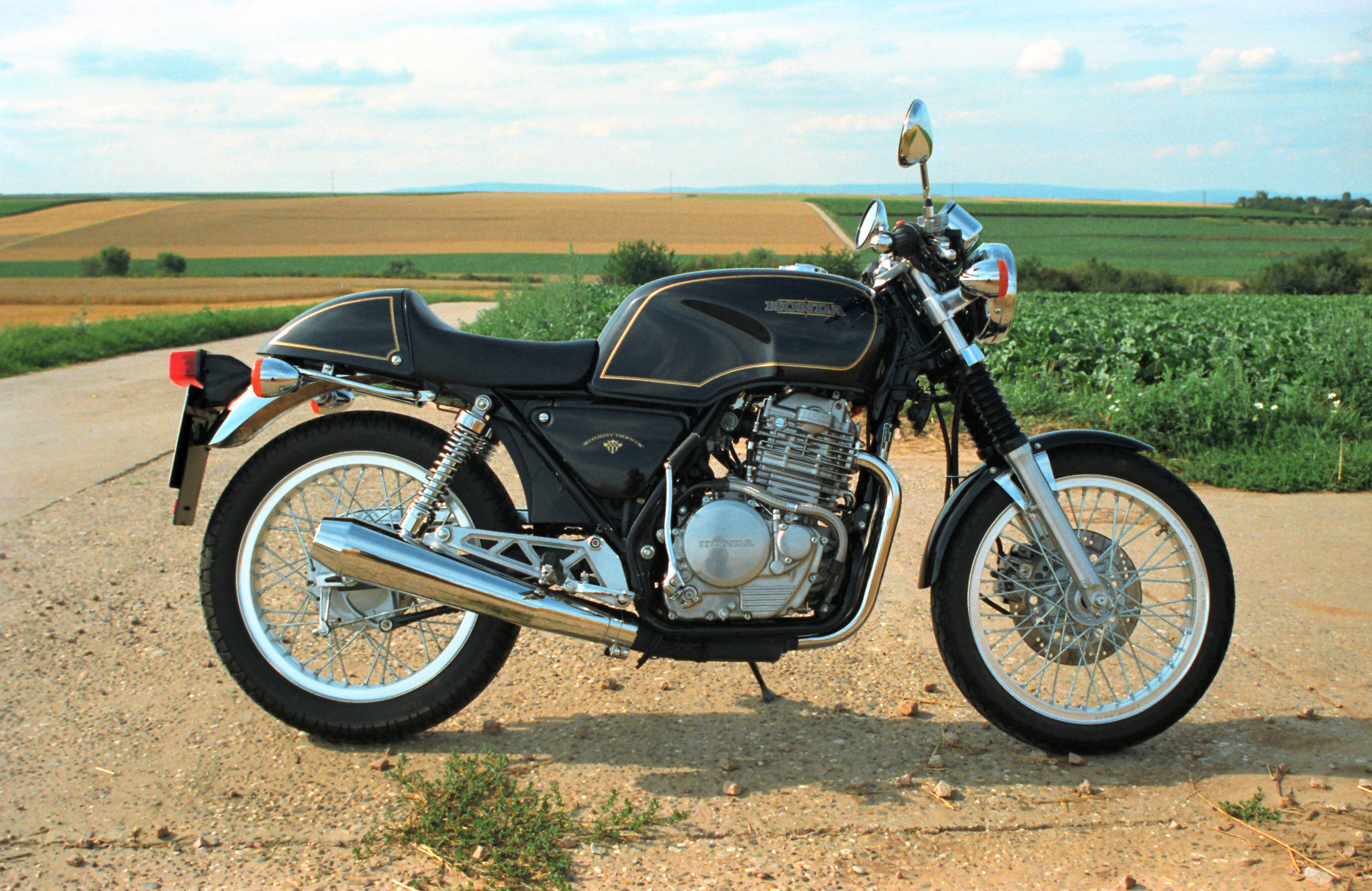
Honda GB500 TT café racer

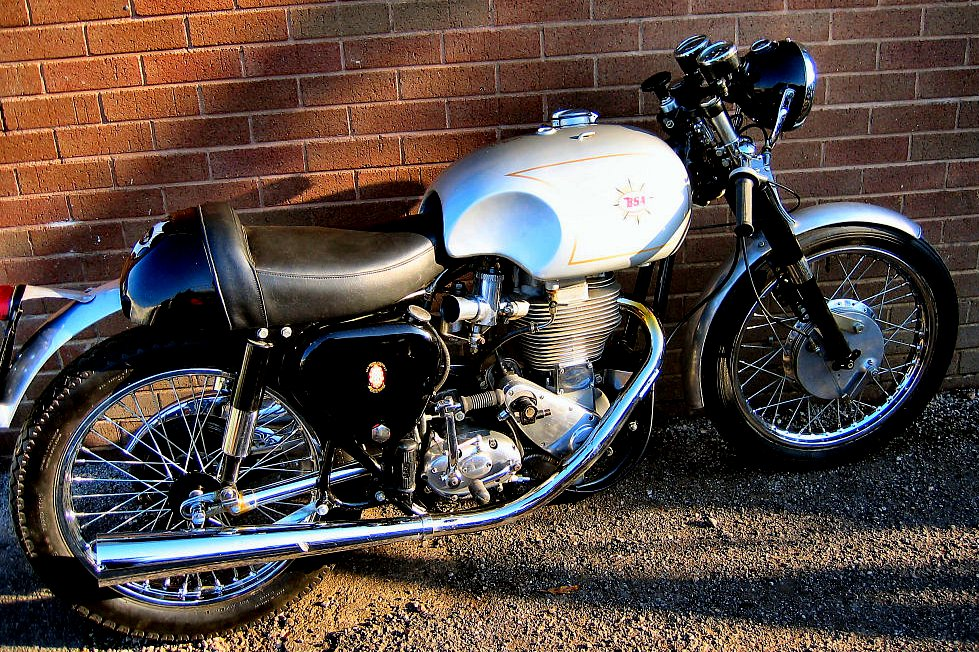
BSA Goldstar 500 café racer

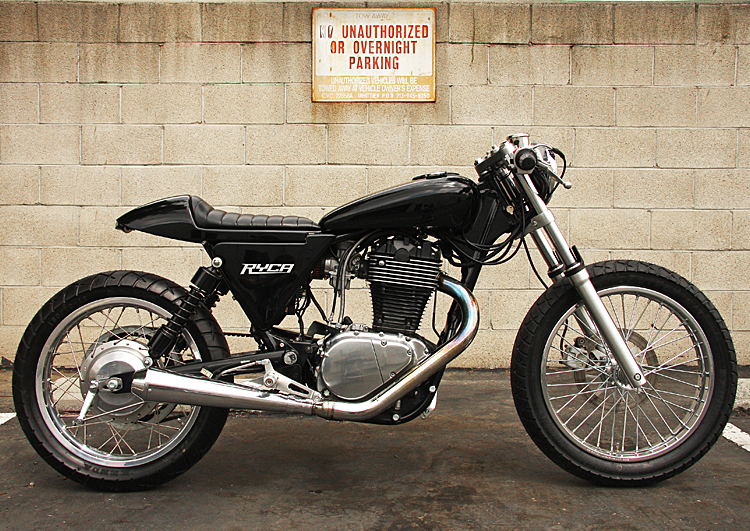
Suzuki S40 w stylu café racer

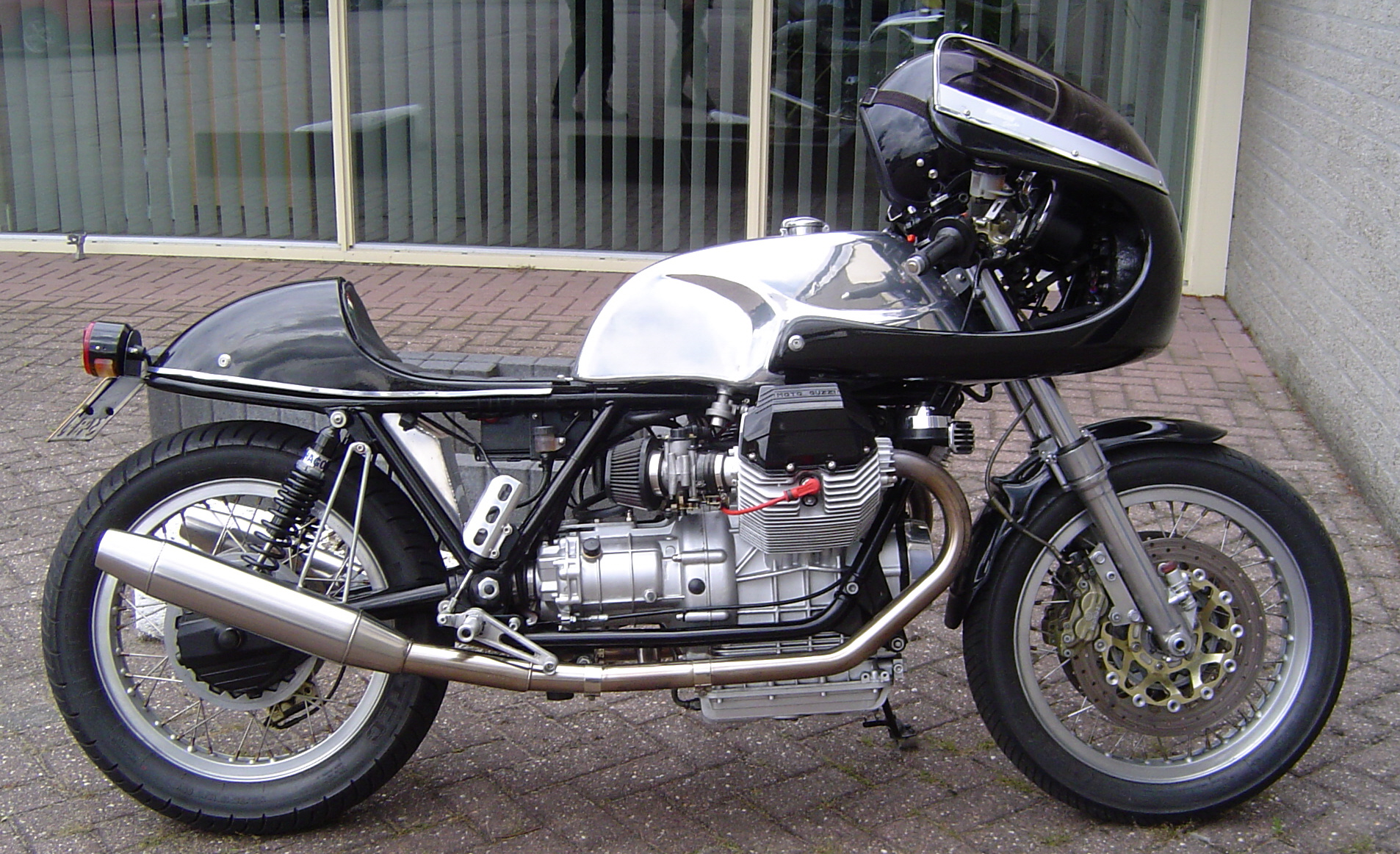
Moto Guzzi café racer

Café racer – lekki motocykl o niewielkiej mocy, zoptymalizowany pod kątem szybkości i łatwości obsługi, stawiając na drugorzędnym miejscu kwestię komfortu. Wykorzystywany do jazd na krótkich dystansach. Motocykle te stylizowane są na wzór motocykli biorących udział w wyścigach Grand Prix we wczesnych latach 60. Café racery cechuje wizualny minimalizm, wyposażone są w nisko montowane kierownice, niskie siedzenia i podłużne baki, często posiadające wgłębienia na kolana.

## Historia
Termin café racer powstał we wczesnych latach 60. za sprawą brytyjskich entuzjastów motocyklowych z Watford i Londynu, a konkretnie subkultur Rockersów lub Ton-up boys (od pojęcia „tona”, oznaczającego prędkość 100 mil na godzinę), gdzie motocykle wykorzystywano do krótkich przejażdżek pomiędzy barami w Watford, jak Busy Bee cafe i Ace cafe w Londynie. W powojennej Brytanii wiele osób nie mogło sobie pozwolić na posiadanie samochodu i dla wielu motocykl, często z wózkiem bocznym, stanowił pojazd rodzinny. Café racery natomiast symbolizowały szybkość, status i bunt, a nie niemożność posiadania samochodu.

## Specyfika
Oprócz małego ciężaru, podrasowanego silnika i minimalistycznego nadwozia, café racery cechowała także ergonomia. Typowe są niskie Dropper bars i wąskie kierownice nazywane clip-ons, wymuszające pozycję zmniejszającą opór powietrza i poprawiające sterowność. Pozycja na motocyklu często wymaga podnóżków przesuniętych ku tyłowi, typowo dla motocykli wyścigowych z epoki. Czasami na widelcach zawieszenia montowane są owiewki.
Dobrze znanym przykładem był: „The Triton” - domowe połączenie ramy z Nortona Featherbed i silnika z Triumpha Bonneville. Inną hybrydą był „Tribsa”, który posiadał silnik z Triumpha i ramę z  BSA. Następną wariantem był „Norvin” (Silnik V-Twin z Vincenta w ramie Featherbeda).

## Ewolucja
Stylistyka café racerów ewoluowała za czasów ich popularności. W połowie lat 70. japońskie motocykle wyprzedziły na rynku motocykle brytyjskie i wygląd prawdziwych motocykli Grand Prix uległ zmianie. Ręcznie robione, często nie pomalowane aluminiowe zbiorniki paliwa przekształciły się w kwadratowe wąskie kompozytowe baki. Trzycylindrowe dwusuwowe Kawasaki, czterocylindrowe czterosuwowe Kawasaki Z1 i czterocylindrowe silniki Hondy były bazą na café racery. W 1977 liczni producenci widząc boom na café racery zaczęli produkować własne konstrukcje, jak dobrze odebrany Moto Guzzi Le Mans i Harley-Davidson XLCR. Specjalna wersja Hondy XBR Thumper ze szprychowymi kołami czy Honda GB500 TT naśladowały café racery BSA i Norton z lat sześćdziesiątych.
W połowie lat 70. motocykliści kontynuowali modyfikowanie seryjnych motocykli, nazywając je café racerami, wyposażając je w małe owiewki okalające reflektor.
Wielu europejskich producentów, łącznie z Benelli, BMW, Bultaco i Derbi, produkowało własne warianty „café” standardowych motocykli modyfikując je by były szybsze i mocniejsze. Trend ten kontynuowany jest po dziś dzień.

## Nowoczesne café racery
Producenci zauważyli duże zainteresowanie café racerami. Do 2017 sprzedano wiele egzemplarzy.
Triumph w swojej ofercie posiada dwa: Thruxton oraz Street Cup, BMW posiada R Nine T Racer, Ducati ma Scrambler Café Racer, Yamaha ma XSR900 Abarth a Harley-Davidson oferuje XL1200CX Roadster.

## Subkultura
Rokersi byli młodą, zbuntowaną rock and rollową subkulturą, która chciała szybkich, indywidualnych i charakterystycznych motocykli do przemieszczania się pomiędzy barami, po nowo wybudowanych trasach wokół brytyjskich miast i miasteczek. Szczególnym powodzeniem cieszyły się wśród nich maszyny osiągające prędkość 100 mil (160 km) na godzinę.